# Thréose
Le thréose est un tétrose ayant pour formule brute C4H8O4 et faisant partie de la famille des aldoses.
Il existe deux isomères du thréose : le L-thréose et le D-thréose.